# ホテルインディゴ長崎グラバーストリート
ホテルインディゴ長崎グラバーストリート（ホテルインディゴながさきグラバーストリート）は、長崎県長崎市南山手町にあるホテル。運営はIHG・ANA・ホテルズグループジャパン。

## 沿革
- 2024年12月13日に日本で5軒目、九州では初となるインディゴブランドのホテルとして開業。[1]

## 設備
1つのレストランがある。
- フランス料理「Restaurant Cathedréclat（カテドレクラ）」

その他の設備
- ラウンジ
- フィットネスジム

## アクセス
- 鉄道
  - 九州旅客鉄道（JR九州）長崎駅よりタクシーで約8分
  - 大浦支線石橋停留場から徒歩13分
- 空港
  - 長崎空港より車で45 分